# Fred Langenfeld
Pour les articles homonymes, voir Langenfeld.
Frédéric dit Fred Langenfeld, né le 26 mai 1908 à Calais et mort le 15 mai 1954 à Nice, est un directeur de la photographie français.

## Biographie
En dehors de la soixantaine de films français (ou en coproduction) sortis entre 1931 et 1953, y compris quelques versions alternatives en langue étrangère (ex. : ¿Cuándo te suicidas?, 1932, version espagnole de Quand te tues-tu ?, 1931) auxquels il a participé en tant que chef opérateur, on ne sait rien de Fred Langenfeld sinon qu'il a peut-être débuté comme projectionniste aux Studios Paramount de Saint-Maurice.
Parmi les plus connus d'entre eux, on peut citer Topaze de Louis Gasnier (1933, avec Louis Jouvet dans le rôle-titre), Le Train pour Venise d'André Berthomieu (1938, avec Victor Boucher et Louis Verneuil), Après l'orage de Pierre-Jean Ducis (1943, avec Jules Berry et Suzy Prim), Histoire de chanter de Gilles Grangier (1947, avec Luis Mariano et Arlette Merry) et Les Amants maudits de Willy Rozier (1952, avec Danielle Roy et Robert Berri).

## Filmographie partielle
- 1931 : Octave, court métrage de Louis Mercanton
- 1931 : Quand te tues-tu ? de Roger Capellani
- 1932 : Côte d'Azur de Roger Capellani
- 1932 : Avec l'assurance de Roger Capellani
- 1933 : La Poule de René Guissart
- 1933 : C'était un musicien de Maurice Gleize et Frederic Zelnik
- 1933 : Topaze de Louis Gasnier
- 1934 : Le Cavalier Lafleur de Pierre-Jean Ducis
- 1934 : La Prison de Saint-Clothaire de Pierre-Jean Ducis
- 1935 : Ferdinand le noceur de René Sti
- 1935 : Arènes joyeuses de Karl Anton
- 1935 : Jim la Houlette d'André Berthomieu
- 1935 : Dédé de René Guissart
- 1936 : L'Assaut de Pierre-Jean Ducis
- 1936 : Les Gaietés de la finance de Jack Forrester
- 1936 : Un de la légion de Christian-Jaque
- 1936 : Au son des guitares de Pierre-Jean Ducis
- 1937 : Le Porte-veine d'André Berthomieu
- 1937 : L'amour veille d'Henry Roussel
- 1938 : Les Deux Combinards de Jacques Houssin
- 1938 : Le Train pour Venise d'André Berthomieu
- 1938 : Au soleil de Marseille de Pierre-Jean Ducis
- 1939 : Eusèbe député d'André Berthomieu
- 1939 : Tourbillon de Paris d'Henri Diamant-Berger
- 1939 : L'Inconnue de Monte-Carlo d'André Berthomieu et Mario Soldati
- 1940 : Sur le plancher des vaches de Pierre-Jean Ducis
- 1941 : L'Étrange Suzy de Pierre-Jean Ducis
- 1942 : Les Hommes sans peur d'Yvan Noé
- 1942 : Dédé la musique d'André Berthomieu
- 1943 : Après l'orage de Pierre-Jean Ducis
- 1943 : Six petites filles en blanc d'Yvan Noé
- 1944 : Béatrice devant le désir de Jean de Marguenat
- 1944 : Le mort ne reçoit plus de Jean Tarride
- 1946 : Pas si bête d'André Berthomieu
- 1946 : Une femme coupée en morceaux d'Yvan Noé
- 1946 : Trente et quarante de Gilles Grangier
- 1946 : Gringalet d'André Berthomieu
- 1947 : Carré de valets d'André Berthomieu
- 1947 : Les Trafiquants de la mer de Willy Rozier
- 1947 : Histoire de chanter de Gilles Grangier
- 1948 : Blanc comme neige d'André Berthomieu
- 1949 : 56, rue Pigalle de Willy Rozier
- 1949 : Le Cœur sur la main d'André Berthomieu
- 1949 : L'Épave de Willy Rozier
- 1950 : Dominique d'Yvan Noé
- 1950 : La vie commence demain de Nicole Vedrès (documentaire)
- 1951 : Jamais deux sans trois d'André Berthomieu
- 1951 : Chacun son tour d'André Berthomieu
- 1951 : Le Bagnard de Willy Rozier
- 1951 : Le Roi des camelots d'André Berthomieu
- 1952 : Les Amants maudits de Willy Rozier
- 1953 : Soyez les bienvenus de Pierre-Louis
- 1953 : Les vacances finissent demain d'Yvan Noé